# Oostenrijks voetbalkampioenschap 1911/12
In 1911/12 vond de allereerste officiële Oostenrijkse competitie plaats ingericht door de NÖFV (Niederösterreichische Fußballverband). De competitie stond enkel open voor clubs uit de hoofdstad Wenen. Alle andere clubs uit het op dat moment 2de grootste land van Europa mochten niet deelnemen.

## Oprichtingsleden
In 1910/11 was er al een officieus kampioenschap, de 11 clubs uit Wenen mochten door naar de competitie, DFC Praag, Grazer AK, FK Teplice 03 en Cracovia Kraków werden uitgesloten.
De 12de club werd ASV Hertha Wien als kampioen van de 2de klasse in het voorgaanse seizoen. Eigenlijk was Rennweger SV 1901 Wien kampioen maar Hertha tekende protest aan omdat het voetbalplein 1 meter te kort was, zo miste Rennweger de kans op hoogste klasse en slaagde er nadien ook nooit meer in om naar deze klasse te promoveren (de club bestaat nog steeds).

## Wiener 1. Klasse
De competitie bestond erin dat alle clubs elkaar 2 keer bekampten, een keer thuis en uit. Oorspronkelijk waren er 12 clubs maar na 4 wedstrijden fusioneerde AC Viktoria Wien met Vienna Cricket and Football-Club. De reeds gespeelde wedstrijden werden hierop geannuleerd. Voor Cricketer bracht het weinig zoden aan de dijk, de club werd laatste met 2 schamele punten. SK Rapid Wien mocht zich als eerste kampioen kronen van et keizerrijk Oostenrijk-Hongarije. De laatste 3 clubs moesten een eindronde spelen met een club uit de 2de klasse. Vienna Cricket verkoos vrijwillig te degraderen.

### Eindstand
| №  | Club                             | WG | W  | G | V  | DV | DT | +/– | Punten |
| -- | -------------------------------- | -- | -- | - | -- | -- | -- | --- | ------ |
|    | SK Rapid Wien                    | 20 | 15 | 1 | 4  | 64 | 31 | +33 | 31     |
| 2  | Wiener SC                        | 20 | 13 | 4 | 3  | 43 | 35 | +18 | 30     |
| 3  | Wiener AF                        | 20 | 13 | 3 | 4  | 59 | 23 | +36 | 29     |
| 4  | Wiener AC                        | 20 | 10 | 5 | 5  | 59 | 41 | +18 | 25     |
| 5  | 1. Simmeringer SC                | 20 | 9  | 3 | 8  | 57 | 63 | –6  | 21     |
| 6  | First Vienna FC 1894 Wien        | 20 | 9  | 2 | 9  | 50 | 36 | +14 | 20     |
| 7  | Floridsdorfer AC Wien            | 20 | 9  | 1 | 10 | 61 | 58 | +3  | 19     |
| 8  | Wiener Amateur SV                | 20 | 5  | 5 | 10 | 42 | 51 | –9  | 15     |
| 9  | ASV Hertha Wien                  | 20 | 6  | 2 | 12 | 26 | 50 | –24 | 14     |
| 10 | SpC Rudolfshügel Wien            | 20 | 5  | 4 | 11 | 38 | 42 | –4  | 14     |
| 11 | Vienna Cricket and Football-Club | 20 | 0  | 2 | 18 | 12 | 96 | –84 | 2      |

### Play-offs
Hertah en Rudolfshügel die met evenveel punten eindigden speelden eerst tegen elkaar en de verliezer speelde tegen de kampioen van de 2de klasse SC Wacker Wien
| Relegation | 28 juli 1912     | ASV Hertha Wien - SC Rudolfshügel Wien | 3:1 |
|            | 11 augustus 1912 | SC Rudolfshügel Wien – ASV Hertha Wien | 1:3 |
|            | 25 augustus 1912 | SC Rudolfshügel Wien – SC Wacker Wien  | 6:0 |

## Wiener 2. Klasse A
Van de 2de klasse zijn geen uitslagen of rangschikkingen bekend. Wacker werd kampioen en speelde de eindronde voor een plaats in de hoogste klasse maar slaagde er niet in te promoveren.
- SC Wacker Wien (kampioen)
- SC Ober-Sankt Veit
- Wiener Sportfreunde
- SC Red Star Wien
- SK Favoritner Vorwärts
- SC Donaustadt
- SC Blue Star Wien
- SC Südmark Wien
- Wiener Bewegungsspieler
- Nußdorfer AC

## Wiener 2. Klasse B
Van de B en C klasse is zeer weinig bekend, buiten de kampioen, Sturm 1907 Wien.
- FC Sturm 1907 Wien
- Rennweger SV 1901
- SC Hakoah Wien
- Floridsdorfer SC
- Typographia Wien
- SK Slovan Wien
- SC Sparta Wien
- Neutral Wien
- Nyon Wien

## Wiener 2. Klasse C
- 1. Groß-Floridsdorfer FK Admira Wien
- Kegelklub Favorit
- SC Graphia Schwechat
- Normania Stadlau
- Wiener Rasenspieler
- Ottakringer SC
- Südstern Wien
- Favoritner ASC
- Ottakringer Sparta
- SV Fortuna Wien
- Holub Wien
- Simmeringer SV
- Hietzinger SC
- Westmark Wien
- Taubstummen FC Wien
- FC Ostmark Wien

## Andere landsdelen
In de andere delen van het huidige Oostenrijk werd nog geen competitie georganiseerd. De sterkste clubs speelden vriendschappelijke wedstrijden.

### Bohemen en Moravië
- Pohár Dobrocinnosti

Er was een bekertoernooi in 4 ronden met als finale AC Sparta Praag - Sk Viktoria Zizkov (4-3)
- Mistrovstvi CSF (kampioenschap van Boheemse voetbalbond)

Hieraan namen 16 clubs deel, 11 uit praag, 1 uit de stad Pilsen en 4 clubs uit Moravië. De finale was AC Sparta Praag tegen AFK Kolin, de eerste wedstrijd eindigde 1-1 gelijk en de replay 4-0 in het voordeel van Sparta.

### Hongarije
- 1. Osztályú Bajnokság

Het kampioenschap bestond uit 10 speeldagen en Ferencvárosi TC werd voor de 7de maal kampioen. De bekerfinale was Ferencvárosi tegen MTK Boedapest, de finale werd niet gespeeld maar van de voetbalbond kreeg MTK de zege toegewezen.
1911/12 · 1912/13 · 1913/14 · 1914/15 · 1915/16 · 1916/17 · 1917/18 · 1918/19 · 1919/20 · 1920/21 · 1921/22 · 1922/23 · 1923/24 · 1924/25 · 1925/26 · 1926/27 · 1927/28 · 1928/29 · 1929/30 · 1930/31 · 1931/32 · 1932/33 · 1933/34 · 1934/35 · 1935/36 · 1936/37 · 1937/38 · 1938/39 · 1939/40 · 1940/41 · 1941/42 · 1942/43 · 1943/44 · 1944/45 · 1945/46 · 1946/47 · 1947/48 · 1948/49 · 1949/50 · 1950/51 · 1951/52 · 1952/53 · 1953/54 · 1954/55 · 1955/56 · 1956/57 · 1957/58 · 1958/59 · 1959/60 · 1960/61 · 1961/62 · 1962/63 · 1963/64 · 1964/65 · 1965/66 · 1966/67 · 1967/68 · 1968/69 · 1969/70 · 1970/71 · 1971/72 · 1972/73 · 1973/74 · 1974/75 · 1975/76 · 1976/77 · 1977/78 · 1978/79 · 1979/70 · 1980/81 · 1981/82 · 1982/83 · 1983/84 · 1984/85 · 1985/86 · 1986/87 · 1987/88 · 1988/89 · 1989/90 · 1990/91 · 1991/92 · 1992/93 · 1993/94 · 1994/95 · 1995/96 · 1996/97 · 1997/98 · 1998/99 · 1999/00 · 2000/01 · 2001/02 · 2002/03 · 2003/04 · 2004/05 · 2005/06 · 2006/07 · 2007/08 · 2008/09 · 2009/10 · 2010/11 · 2011/12 · 2012/13 · 2013/14 · 2014/15 · 2015/16 · 2016/17 · 2017/18 · 2018/19 · 2019/20 · 2020/21 · 2021/22 · 2022/23